# Ministère pour la Promotion de la vertu et la Répression du vice
Pour les articles homonymes, voir Comité pour la promotion de la vertu et la prévention du vice.
Le ministère pour la Promotion de la vertu et la Répression du vice est un ministère du gouvernement afghan ayant existé de 1992 à 2001, puis de 2003 à 2006 et depuis 2021. Il est chargé de veiller au respect de la loi islamique (charia) dans l'espace public.

## Nom
Le nom du ministère se réfère explicitement à l'ordonnance du bien et interdiction du mal, une prescription coranique.
Dans le livre Taliban du journaliste pakistanais Ahmed Rashid, le ministère est appelé Département de la Promotion de la vertu et de la Prévention du vice. Maulvi Muhammad Qalamuddin, qui en fut le ministre de 1996 à 2001, lui préfère la traduction Département des Pratiques religieuses. 

## Historique
Le ministère est fondé en 1992 à l'initiative de Burhanuddin Rabbani, le président de l'État islamique d'Afghanistan. Lorsque les talibans s'emparent de Kaboul en 1996 et fondent l'émirat islamique d'Afghanistan, ils développent considérablement les prérogatives du ministère, dont les fonctionnaires sont désormais formés par leurs homologues saoudiens du Comité pour la promotion de la vertu et la prévention du vice. À l'issue de la campagne d'Afghanistan, le ministère est dissous mais, en 2003, Fazal Hadi Shinwari (en), le juge en chef (en) de la Cour suprême d'Afghanistan, décide de son rétablissement.
En 2006, le régime de Hamid Karzai décide de faire du ministère un sous-département du ministère du Hajj et des Affaires religieuses (en). Selon Ghazi Suleiman Hamed, le vice-ministre du Hajj et des Affaires religieuses de l'époque, le nouveau département aurait un rôle plus laxiste que celui que le ministère occupait sous les talibans. Nematullah Shahrani (en), le ministre du Hajj et des Affaires religieuses de l'époque, déclare quant à lui que le nouveau département se concentrera sur la lutte contre la consommation de drogues, le crime et la corruption (bien que tous ces sujets soient déjà couverts par les lois coutumières). En dépit de cela, cette décision demeure critiquée par Human Rights Watch qui estime qu'elle aura un impact négatif sur les droits des femmes, par la députée Shukria Barakzai, qui y voit un « héritage taliban », et par la présidente de la Commission des États-Unis sur la liberté religieuse dans le monde Felice D. Gaer, qui la dénonce comme une violation de la liberté de culte. 
Réinstauré en 2021 après le retour au pouvoir des talibans, le ministère s'installe à la place de celui des Affaires féminines.

## Missions
Le rôle principal du ministère est de faire appliquer la loi islamique (charia) dans l'espace public. À l'époque de l'émirat islamique d'Afghanistan, sa police religieuse (hisba) effectuait régulièrement des descentes dans les rues, au cours desquelles ses agents interpellaient les femmes dont le voile leur paraissait insuffisamment strict et les jeunes écoutant de la musique, interdite (haram) selon l'école (madhhab) de jurisprudence (fiqh) hanafite suivie par les taliban.
À ce titre, les femmes ne portant pas la burqa étaient fouettées par les employés du ministère.